# 班傑明·格魯布
班傑明·格魯布，又稱班·格魯布（Ben Golub），是一名美國經濟學家，現任美國西北大學經濟學與電腦科學教授。他的研究重點是網路經濟學。他被提名為2020年的卡爾沃-阿門戈爾國際獎得主，該獎項旨在表揚「40歲以下在社會互動機制的理論與理解上有所貢獻的經濟學或社會科學頂尖研究人員。」

## 職業生涯
格魯布於2007年獲得加州理工學院數學學士學位，2012年獲得史丹佛商學院經濟學博士學位。2013年至2015年，他在哈佛學會擔任青年研究員，之後在哈佛大學經濟系任教，2015年至2019年擔任助理教授，之後擔任副教授。他現在是西北大學經濟學系和計算機科學系的教授，於2021年起開始任教。
格魯布於2021年11月在安道爾舉行的典禮上獲得卡爾沃-阿門戈爾國際獎。

## 研究工作
格魯布的研究重點是社會和經濟網路。他對社會學習研究的貢獻，尤其是DeGroot模型已獲得肯定。格魯布的研究突顯了網路結構對學習品質的重要性，以及社會網路中的同質偏好是如何造成意見兩極化的。他還對金融網路中的失敗傳染進行了研究。

## 外部連結
- Official website